# Megaselia coacta
Megaselia coacta är en tvåvingeart som först beskrevs av William Lundbeck 1920.  Megaselia coacta ingår i släktet Megaselia och familjen puckelflugor. Arten har ej påträffats i Sverige. Inga underarter finns listade i Catalogue of Life.